# Thomas Middleton
Thomas Middleton (Londra, 18 aprile 1580 – Londra, 1627) è stato un drammaturgo britannico, tra i più celebri dell'età elisabettiana e giacobita e famoso autore di city comedies e revenge tragedies. Viene annoverato tra gli University wits.

## Biografia
Nato da William e Anne Middleton, ebbe una sola sorella minore, Avis. Rimasto orfano di padre, visse un rapporto infelice col patrigno, Thomas Harvey, che tentò spesso di sottrargli l'eredità lasciatagli dal padre al fine di pagarsi i debiti di gioco.
Nel 1598 si iscrisse al The Queen's College di Oxford, senza tuttavia terminare gli studi. Il periodo oxfordiano si rifletterà nelle sue opere, che inizialmente subiranno il retaggio di un'educazione umanistica e che saranno concettualmente indirizzate a un pubblico d'élite. Già nel 1597, a soli sedici anni, compose il poema in stile elisabettiano The Wisdom of Solomon Paraphrased, basato sulla Bibbia, senza ch'esso riscuotesse però alcun successo: fu anzi oggetto di svariate critiche. Nel 1599 compose un secondo poema, Microcynicon: Six Snarling Satyres, che venne bruciato poiché riconosciuto come attacco satirico all'istituto ecclesiastico, mentre l'anno successivo fu la volta di The Ghost of Lucrece, di ispirazione dallo shakespeariano Il ratto di Lucrezia, che risentì ancora dell'educazione umanistica ricevuta.
Lasciati gli studi e ricevuta l'eredità del padre naturale, Middleton iniziò a guadagnarsi da vivere prima con alcuni pamphlet satirici (tra cui si ricorda il successo di Penniless Parliament of Threadbare Poets, che divenne oggetto di un'inchiesta parlamentare), poi come drammaturgo per la compagnia teatrale degli Admiral's Men a fianco di poeti del calibro di Thomas Dekker, Michael Drayton, Anthony Munday e John Webster, con i quali collaborò attivamente per la stesura di alcuni lavori talvolta in un clima di conflittualità aperta con alcuni colleghi: raggiunta una certa notorietà come drammaturgo commerciale, ebbe difatti una lunga e seria diatriba con Ben Jonson, il cui minor successo portò il collega George Chapman - con il quale condivideva la stessa sorte di minore apprezzamento del pubblico - a etichettare l'opera di Middleton come lavoro di poca valenza artistica.
Nel 1603 sposò Magdalen Marbecke, detta Mary, da cui ebbe un unico figlio, Edward. Nello stesso anno la peste dilagò per Londra costringendo i teatri alla chiusura e il trono passò in mano a Giacomo I d'Inghilterra: a causa dell'impossibilità di scrivere per il teatro, Middleton ripiegò nuovamente sui pamphlet e sulle notizie letterarie aiutato da Dekker, guadagnando altra popolarità nella città. Nello stesso anno scrisse comunque The Phoenix, che venne rappresentata a corte. La fine della peste segnò l'età d'oro dello scrittore, che tornò nei teatri con city comedies e revenge tragedies, generi teatrali antitetici nel quale però seppe distinguersi con notevole destrezza: fu anche capace, contrariamente alle usanze dell'epoca secondo le quali i drammaturghi lavoravano in esclusiva per una sola compagnia teatrale, di scrivere pièce per sette troupe differenti.

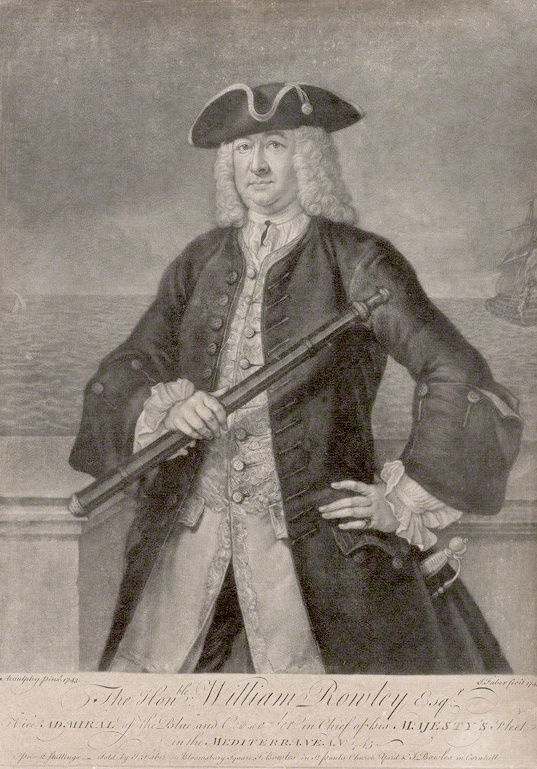
L'attore e drammaturgo William Rowley

Il 1605 vide l'allestimento di due commedie: A Trick to Catch the Old One, che ebbe vasto seguito al punto di essere ispirazione - fino al vero e proprio plagio -  per altri autori come Aphra Behn, Lording Barry e Phillip Massinger, e A Mad World, My Masters, city comedy il cui nome deriva da un pamphlet del poeta Nicholas Breton. Nel 1606 vendette alla compagnia dei King's Men la complessa tragedia The Revenger's Tragedy, primo dramma in lingua inglese ad essere mai stato tradotto in danese. Dal 1613 inizia la sua collaborazione con l'attore e drammaturgo William Rowley, con il quale scrive a quattro mani le commedie Wit at Several Weapons, A Fair Quarrel e A Chaste Maid in Cheapside: sempre negli stessi anni, forse a causa delle numerose collaborazioni o per l'avanzare dell'età, lo sfondo delle city comedies di Middleton inizia pian piano a spostarsi verso contesti europei o corti italiche, allontanando il fulcro dell'azione da Londra, che costituiva la caratteristica delle city comedies. Ne fanno parte le commedie Dissemblers Besides Women (1614) e The Widow (1615 circa) oltre che la tragicommedia The Witch (1616).
Anche lo studio dei personaggi sembrò dare maggior peso e sostanza alle interpreti femminili, tendenza già iniziata con The Roaring Girl del 1607 circa, ispirato alla virago truffatrice Mary Frith.
Guadagnata la fiducia dei King's Men, Middleton divenne l'adattatore dei lavori shakespeariani, mettendo mano sia al Macbeth che a Misura per misura, ampliandone e modificandone alcune parti.
Nel 1620 Middleton divenne City Chronologer, ossia storico della città di Londra, sebbene il rapporto con le istituzioni si deteriorò lentamente fino alla morte dell'autore a causa di alcune segnalazioni di lavori poco apprezzati: alla professione si accostò sempre quella di drammaturgo. In questo periodo vedono la luce Women Beware Women e Anything for a Quiet Life (1621), The Changeling e The Nice Valour (1622), The Spanish Gypsy del 1624. L'ultima pièce di grande successo fu A Game at Chess del 1624, allestita per nove giorni consecutivi dai King's Men.
Morto nel 1627, venne sepolto a Newington.

## Opere

### Opere teatrali
- The Phoenix, city comedy (1603-4)
- The Honest Whore, parte I, city comedy (1604): scritta in collaborazione con Thomas Dekker
- Michaelmas Term, city comedy, (1604)
- A Trick to Catch the Old One, city comedy (1605)
- A Mad World, My Masters, city comedy (1605)
- A Yorkshire Tragedy, tragedia in un atto unico (1605); attribuita a William Shakespeare sul frontespizio della prima stampa, è tuttavia considerata spuria e attribuita a Middleton
- Timone d'Atene tragedia (1605–1606); alcuni indizi stilistici lasciano supporre che Middleton abbia collaborato con Shakespeare per la sua stesura
- The Puritan (1606)
- The Revenger's Tragedy (1606): sui frontespizi delle prime pubblicazioni appare anche l'attribuzione a Cyril Tourneur
- Your Five Gallants, city comedy (1607)
- The Bloody Banquet (1608-9): scritta in collaborazione con Thomas Dekker
- The Roaring Girl, city comedy (1611): scritta in collaborazione con Thomas Dekker
- No Wit, No Help Like a Woman's, tragicommedia (1611)
- The Second Maiden's Tragedy, tragedia (1611); giunta manoscritta anonimamente, è un probabile lavoro di Middleton
- A Chaste Maid in Cheapside, city comedy (1613)
- Wit at Several Weapons, city comedy (1613); probabilmente di altro autore ma revisionata da Middleton e William Rowley.
- More Dissemblers Besides Women, tragicommedia (1614)
- The Widow (1615–16)
- The Witch, tragicommedia (1616)
- Macbeth, tragedia: nel 1616 fu revisionata da Middleton, che vi implementò alcune parti di The Witch
- A Fair Quarrel, tragicommedia (1616): scritta in collaborazione con William Rowley
- The Old Law, tragicommedia (1618–19): scritta in collaborazione con William Rowley e forse un terzo collaboratore, probabilmente Philip Massinger o Thomas Heywood
- Hengist, King of Kent, or The Mayor of Quinborough, tragedia (1620)
- Women Beware Women, tragedia (1621)
- Misura per misura: nel 1621 Middleton vi operò un adattamento
- Anything for a Quiet Life, city comedy (1621): scritta in collaborazione con John Webster
- The Changeling, tragedia (1622): scritta in collaborazione con William Rowley
- The Nice Valour (1622): probabilmente di altro autore ma di certo revisionata da Middleton
- The Spanish Gypsy, tragicommedia (1623): alcuni indizi la indicano come opera di Middleton e William Rowley, revisionata da Thomas Dekker e John Ford
- A Game at Chess, una satira politica (1624)

### Masques e intrattenimenti
- The Whole Royal and Magnificent Entertainment Given to King James Through the City of London (1603-4): scritta in collaborazione con Thomas Dekker, Stephen Harrison e Ben Jonson
- The Manner of his Lordship's Entertainment
- The Triumphs of Truth
- Civitas Amor
- The Triumphs of Honour and Industry (1617)
- The Masque of Heroes, or, The Inner Temple Masque (1619)
- The Triumphs of Love and Antiquity (1619)
- The World Tossed at Tennis (1620): scritta in collaborazione con William Rowley
- Honourable Entertainments (1620-1)
- An Invention (1622)
- The Sun in Aries (1621)
- The Triumphs of Honour and Virtue (1622)
- The Triumphs of Integrity with The Triumphs of the Golden Fleece (1623)
- The Triumphs of Health and Prosperity (1626)

### Poesia
- The Wisdom of Solomon Paraphrased (1597)
- Microcynicon: Six Snarling Satires (1599)
- The Ghost of Lucrece (1600)
- Burbage epitaph (1619)
- Bolles epitaph (1621)
- Duchess of Malfi poema encomiastico (1623)
- St James (1623)
- To the King (1624)

### Prosa
- The Penniless Parliament of Threadbare Poets (1601)
- News from Gravesend: scritta in collaborazione con Thomas Dekker (1603)
- The Nightingale and the Ant (1604), pubblicata anche col titolo di Father Hubbard's Tales
- The Meeting of Gallants at an Ordinary (1604): scritta in collaborazione con Thomas Dekker
- Plato's Cap Cast at the Year 1604 (1604)
- The Black Book (1604)
- Sir Robert Sherley his Entertainment in Cracovia (1609) (traduzione).
- The Two Gates of Salvation (1609), o The Marriage of the Old and New Testament
- The Owl's Almanac (1618)
- The Peacemaker (1618)